# Gemma Bellincioni

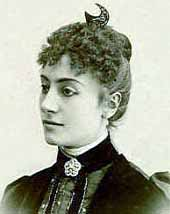
Gemma Bellincioni.

Gemma Bellincioni, född 18 augusti 1864 och död 23 april 1950, var en italiensk operasångerska, sopran.
Bellincioni vann efter sin debut i Neapel 1881 storartade framgångar i såväl Europa som Amerika. Efter avslutade operabana var hon från 1911 verksam som sångpedagog i Berlin, och från 1914 i Italien. Bland hennes roller märks Santuzza i På Sicilien, Violetta i La Traviata samt Salome.